# مندا ادهیی
مندا ادهیی (مندایی: ࡌࡀࡍࡃࡀ ࡖࡄࡉࡉࡀ) فرشتهٔ مقرب درگاه هیی خدای دینی مندایی است. نام این فرشته در متون دینی و نمازها معمولاً بلافاصله پس از نام هیی ذکر می‌شود.

## معنی نام
مندا ادهیی که آوانگاری آن به لاتین (mænda-d-heyyĩ) می‌باشد در زبان مندائی معنی شناسا به وجود خداوند می‌دهد. در متون عربی نام این فرشته را عارف الحیاة برگردانده، اما مندائی‌های ایران در متون فارسی آن را عرفان خداوند ترجمه کرده‌اند. هیی خدای واحد مندائیان بمعنی حیات و زندگی می‌باشد.

## ویژگی و اعمال دینی
مندا ادهیی از مقرب‌ترین فرشتگان مندائی است که اثرا و ملکا نامیده‌می‌شوند. حسب باور مندائیان از زمان هبوط آدم مندا ادهیی به همراه فرشته‌ای دیگر بنام هیبل زیوا کلام خداوند را به آدم ابوالبشر منتقل کردند. در متون دینی مانند کنزا ربا نام این فرشته بلافاصله پس از هیی که نام خداست آورده و ستوده می‌شود. حسب سنت‌های دینی در روزهای یکشنبه به مطراثا یا عالم برزخ می‌رود و عصای خود موسوم به مرگنه را می‌چرخاند و گناهکارانی که متنبه شده‌اند عصای او را گرفته و به عالم نور یعنی امشونی کشطا پرتاب می‌شوند.

## نام مندا ادهیی در عبادات
نمازهای مندائیان براخه نام دارد و هر براخه دارای بوته‌هایی است که از متون مقدس به ویژه کتاب انیانی می‌باشند. در بوثه شاره یک براخه صبح اینگونه نام مندا ادهیی آورده می‌شود:
متن مندائی
امشبّا ماری ابلبا دَخیا اکّا هیّی
اکّا ماری اکّا مندا ادهیی اکّا بَثَر انهورا
ابسهدوثَخ ادهیّی و ابسهدوثخ اد ملکاراماربّـا دنهورا الاها ربـّا ادمن
نافشی افرش ادلا باطل و لامبطَّل اِشمخ یا هیّی و ماری و مَندا ادهیی
ترجمه فارسی
ستایش باد خداوند با قلب پاک، هست خدا
هست خداوند، هست مندا ادهیی، هست مکان نور
به شهادتت ای خداوند و به شهادتت ای مالک عظیم اعلای نور، خداوند بزرگی که از
خود منبعث شده‌است، هرگز باطل نشده و هرگز باطل نمی‌گردد نام تو، ای خداوند و ای مندا ادهیی